# 瓦利亞塔內山 (秘魯)
15°24′14″S 71°54′58″W / 15.40389°S 71.91611°W
瓦利亞塔內山（Huallatane），是秘魯的山峰，位於該國南部阿雷基帕大區的卡伊尤馬省，處於蘇里維里山西北面，屬於安第斯山脈中奇拉山脈的一部分，海拔高度5,000米。